# بایرن سفلی
بایرن سفلی (به آلمانی: Niederbayern) جزء تقسیمات جغرافیایی و اداری ایالت بایرن در کشور آلمان است.

## خصوصیات
بایرن سفلی ۱٬۱۹۳٬۴۴۴ نفر جمعیت دارد.